# Dendrophthora roseantha
Dendrophthora roseantha är en sandelträdsväxtart som beskrevs av J. Kuijt. Dendrophthora roseantha ingår i släktet Dendrophthora och familjen sandelträdsväxter. Inga underarter finns listade i Catalogue of Life.